# 島根県立島根女子短期大学
島根県立島根女子短期大学（しまねけんりつしまねじょしたんきだいがく、英語: Shimane Prefectural Shimane Women's College）は、島根県松江市浜乃木7-24-2に本部を置いていた日本の公立大学である。1953年に設置され、2010年に廃止された。大学の略称は島女短もしくは女短。

## 概要

### 大学全体
- 島根県松江市に所在した日本の公立短期大学で、設置主体は島根県のち公立大学法人島根県立大学。
- 家政系の1学科2専攻体制で1953年[注 2]に島根農科大学女子家政短期大学部として開学。
- その後、二度にわたる学名変更、学科増設もあり、学科体制は最終的に3学科[注 3]となった。
- 2006年度の入学生を最後に[注 4]、2010年に当短期大学の名称は消滅した[7]。

### 教育および研究[8]
- 島根県立島根女子短期大学における教育
  - 家政科
    - 食物専攻：栄養士を養成する課程となっていた。
    - 生活科学専攻：「生活科学概論」や「服飾文化論」・「食物学実習」などの家政系のほか「建築施工学」や「建築デザイン実習」などの建築系の科目もあった。

  - 保育科：幼児のための劇や影絵･唱歌などの舞台芸術を一般公開するという伝統的な行事として「ほいくまつり」がある。児童文化という科目において取り入れられていた。
  - 文学科
    - 国文専攻：科目の一つとして、毎年6月に隠岐島や津和野などを訪問するという「国文郷土文学演習」があった。
    - 英文専攻：2年次の春と秋にハーン文学遺跡を訪れるという「郷土文学演習」科目のほか、「アジア・アフリカ研究」と称した科目もあった。

## 学風および特色
- 島根県立島根女子短期大学は2006年度時点では、県では最も学生数の多い短大で、県内唯一の保育系学科があった[8]。現在の、島根県立大学短期大学部松江キャンパスにあたる。

## 沿革
- 1946年 - 島根県立松江女子専門学校が創設される[9]。
- 1949年
  - 10月 文部省[注釈 1]に短期大学[注 5]の設置認可に関する申請を以下の通り行う[注 6]。
    - 家政学科 入学定員80[5]
- 1950年
  - 3月 短期大学の設置が認められず、申請を取り下げる。
- 1953年
  - 1月31日 左記を以て文部省[注 7]より短期大学の設置が認可される[10]。
  - 4月1日 島根農科大学女子家政短期大学部（しまねのうかだいがくじょしかせいたんきだいがくぶ）として以下の学科体制にて開学。
    - 家政科
      - 被服専攻 入学定員25
      - 生活専攻 入学定員25
- 1961年
  - 4月1日 島根女子短期大学（しまねじょしたんきだいがく）と改名[11][12][注 8]。
- 1965年
  - 4月1日 家政科生活専攻を食物専攻に改称[14]。
  - 同 家政科[注 9]各専攻の入学定員を以下の通り変更する[14]。
    - 被服専攻 25→40
    - 食物専攻 25→40
- 1966年
  - 4月1日 島根県立島根女子短期大学と学名変更する[16]。
- 1973年
  - 4月1日 保育科を増設[注 10]。
- 1985年
  - 4月1日 被服専攻を生活科学専攻に改称[注 11]。
- 1988年
  - 4月1日 文学科を以下の専攻課程を設けた上で増設する[注 12][23]。
    - 国文専攻[注釈 2]
    - 英文専攻[注釈 2]
- 2006年
  - 4月1日 独自の短期大学としての募集は今年度で最終となる[注釈 3]。
- 2010年
  - 9月16日 左記を以て正式に廃止認可される[7]。

## 基礎データ

### 所在地
- 島根県松江市浜乃木7-24-2

## 教育および研究

### 組織

#### 学科[注釈 4]
- 家政科
  - 食物専攻 入学定員40名
  - 生活科学専攻 入学定員40名
- 保育科 入学定員50名
- 文学科
  - 国文専攻 入学定員50名
  - 英文専攻 入学定員50名

#### 取得資格について
- 幼稚園教諭二種免許状と保育士資格が保育科にて設置されていた。
- 栄養士資格が食物専攻にて設置されていた。
- 司書資格が文学科国文専攻・英文専攻にて設置されていた[25]。
- かつては中学校教諭二種免許状が設置されていた[25]。
  - 家庭・保健：家政科[注 14]
  - 国語：文学科国文専攻
  - 英語：文学科英文専攻
- 当初は家政科に高等学校教諭二級免許状（家庭 ・保健）も設けられていた[26]。

### 研究
- 『島根女子短期大学紀要』[27]ほか。

## 学生生活

### 部活動・クラブ活動・サークル活動
- 島根県立島根女子短期大学で活動していたクラブ活動[8]。
  - 体育系：バレーボール・ソフトボール・弓道・テニス・ラクロス・陸上競技・バドミントン・カヌーほか
  - 文化系：華道・茶道・写真・美術ほか

### 学園祭
- 島根県立島根女子短期大学の学園祭は「飛鳥祭」と呼ばれ、概ね例年10月に行われていた[8]。

### スポーツ
- バレーボール部が、全日本と中国学生バレーボール連盟に加盟していた[25]。。

## 大学関係者と組織

### 大学関係者一覧
歴代学長
- 藤岡大拙

## 施設[注釈 5]

### キャンパス
- 設備[25]。
  - 大講義室
  - マルチメディア演習室
  - 体育館：1996年に竣工。130名収容の研修室が備えられていた。
  - 図書館：所蔵資料数はおよそ90,000冊となっていた。
- 周辺：松江市営バス「女子短大前」と称したバス停留所があった。

### 学生食堂
- 島根県立島根女子短期大学の学生食堂（学食）は、「カリヨン」と呼ばれていた[25]。

### 寮
- 島根県立島根女子短期大学には「紅梅寮」と呼ばれる学生寮があった。収容定員は60名となっており、寮の使用料は一月3,000円と割安であった[25]。。

## 対外関係[注釈 5]

### 他大学との協定
- セントラル・ワシントン大学

### 系列校
- 島根県立看護短期大学
- 島根県立国際短期大学

## 社会との関わり
- 「椿の道アカデミー」と称した講座が行われていた。主に衣食住や文化・教育などに関するテーマが主たるものとなっていた。

## 卒業後の進路について

### 編入学・進学実績[28]
- 家政科
  - 食物専攻：東京家政大学ほか
  - 生活科学専攻：京都工芸繊維大学・奈良女子大学・岡山大学ほか
- 保育科：山口県立大学・吉備国際大学ほか
- 文学科
  - 国文専攻：島根大学・比治山大学ほか
  - 英文専攻：佐賀大学ほか